# キム・ハヌル (女優)
キム・ハヌル（ハングル表記：김하늘、1978年2月21日 - ）は、韓国の女優、モデル。
身長167cm、体重44kg、血液型B型。
本貫は慶州金氏。

## 経歴
1996年ファッションブランド「ストーム」の2期モデルとしてデビュー。
1998年韓国の青春映画『バイ ジュン』のヒロインに選ばれ女優デビュー。
1999年SBSのドラマ『Happy Together』でイ・ビョンホン、ソン・スンホンから想われるヒロインを演じる。共演者には『猟奇的な彼女』のチョン・ジヒョン、MBCのドラマ『日差しに向かって』（邦題：青春の疾走）でも共演したチャ・テヒョンがいる。最高視聴率39.8%。
2000年のMBCドラマ『秘密』でドラマ初主演。リュ・シウォン、ハ・ジウォンらと共演。最高視聴率34.1％。
2000年に映画『リメンバー・ミー』で映画初主演。日本でもリメイク版『時の香り リメンバー・ミー』が公開され、カメオ出演している。
2002年にMBCドラマ『ロマンス』でキム・ジェウォンと共演。ハンガン社長令嬢で恋に落ちる若き高校教師キム・チェウォン役を演じる。女性教師と男子生徒の恋愛という内容だったこともあり、保守的な韓国において社会的にも大反響を巻き起こし、最高35％の高視聴率を獲得。キム・ジェウォンはキム・チェウォンを教師と知らず恋してしまう高校生、崔関羽（チェ・グァヌ）役。MBC演技大賞最優秀賞を受賞。
2003年に映画『同い年の家庭教師』でクォン・サンウと共演。『猟奇的な彼女』に次ぐ、韓国映画史上観客数歴代2位の540万人を動員。これを受け、百想芸術大賞人気賞を受賞。
2004年の映画『彼女を信じないでください』でカン・ドンウォンと共演し、恋愛詐欺師を演じた。観客動員数120万人。本作でNO.1コメディエンヌの地位を獲得し、百想芸術大賞最優秀主演女優賞を受賞。同年にはソン・スンホンとの『氷雨』やホラー映画『霊-リョン-』にも主演。
2006年の映画『青春漫画〜僕らの恋愛シナリオ〜』で演劇学科の学生を演じ、再びクォン・サンウと共演。公開後2週間で観客数100万人を突破、同作は520万ドルで日本に輸出される。

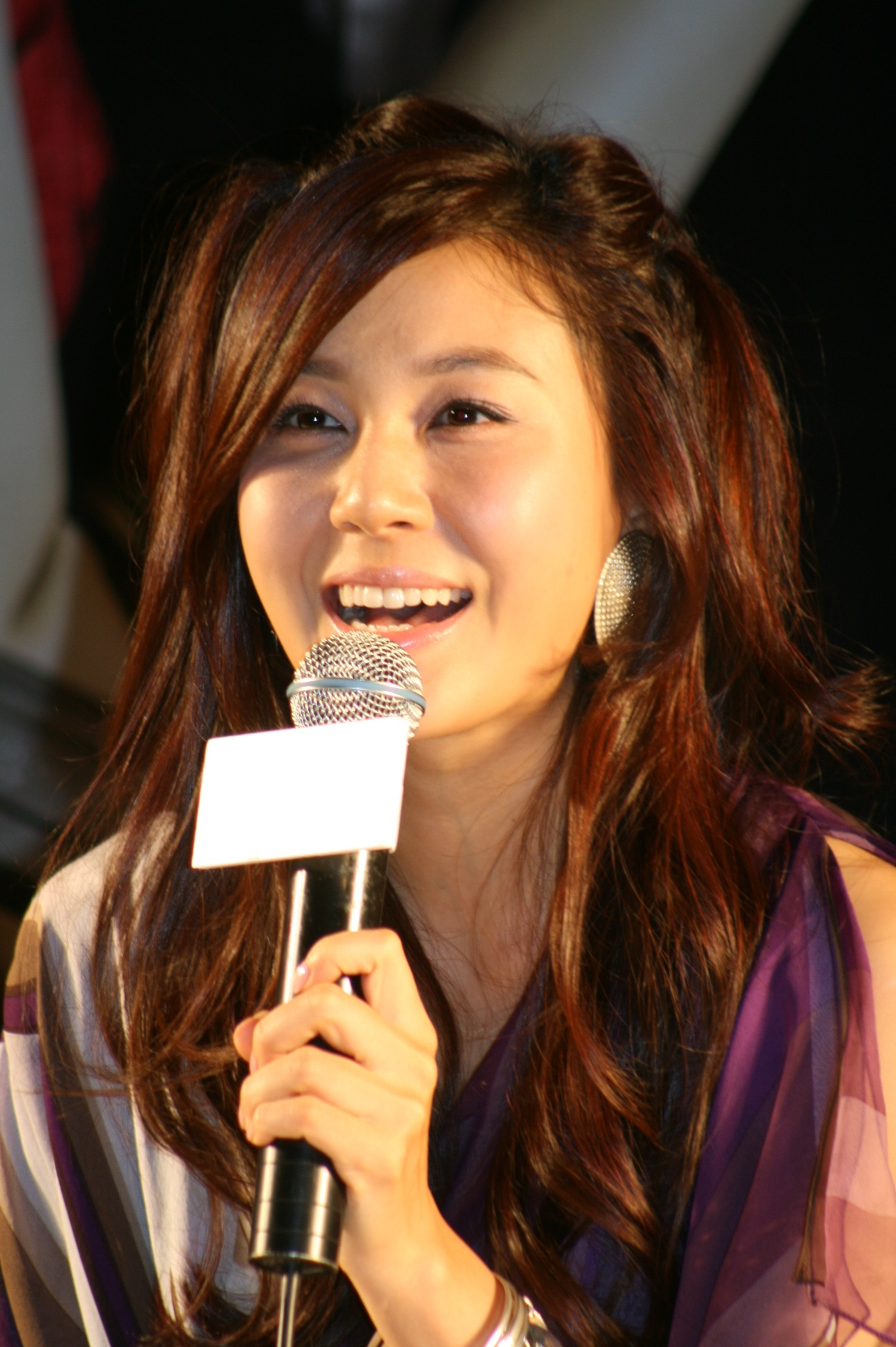
2009年

2011年、歌「夜空の星を3」(歌手ヤン・ジョンスンのフィーチャリング参加。歌は2008年の「スカイラブ」以来)。同時にスマートフォン用アプリに使用される。
2011年夏に映画『ブラインド』公開。
2016年、1歳年下の実業家の一般男性と結婚。
2016年、『空港に行く道』に主演。キャリア初の母親役チェ・スア役を好演し2016年のKBS演技大賞にて最優秀女優賞及び共演のイ・サンユンと共にベストカップル賞を受賞した。
2018年、それまで所属していたSM C&Cから新たにsidusHQとマネジメントの専属契約を締結した。
2018年5月、第1子（長女）を出産。

## 出演

### ドラマ
- Happy Together（原題 "해피투게더"）（1999年、SBS） - ヒロイン：チン・スハ 役
- 日差しに向かって（原題 "햇빛속으로"）（1999年、MBC） - ヒロイン：チョン・スビン 役
- 秘密（原題 "비밀"）（2000年、MBC） - 主演：イ・ヒジョン 役
- ピアノ（原題 "피아노"）（2001年-2002年、SBS） - 主演：イ・スア 役
- ロマンス（原題 "로망스"）（2002年、MBC） - 主演：キム・チェウォン 役
- ガラスの華（原題 "유리화"）（2004年-2005年、SBS） - 主演：シン・ジス 役
- 90日、愛する時間（原題 "90일, 사랑할 시간"）（2006年-2007年、MBC） - 主演：コ・ミヨン 役
- オンエアー（原題"온에어"）（2008年、SBS） - 主演：オ・スンア 役
- ロードナンバーワン（原題 "로드 넘버원、Road No.1"）（2010年、KBS） - 主演：キム・スヨン／イ・イスン 役
- 紳士の品格（原題 "신사의 품격"）（2012年、SBS） - 主演：ソ・イス 役
- 空港に行く道（原題 "공항 가는 길"）（2016年、KBS2） - 主演：チェ・スア 役
- 風が吹く（原題 "바람이 분다"）（2019年、JTBC） - 主演：イ・スジン 役
- 18アゲイン（原題 "18 어게인"）（2020年、JTBC） - 主演：チョン・ダジョン 役
- キルヒール（原題：킬힐 ）（2022年、tvN）- 主演：ウヒョン 役

### 映画
- バイ・ジュン～さらば愛しき人～（原題 "바이준" 1998年）
- ドクターK（原題 "덕터K" 1998年）
- リメンバー・ミー（原題 "동감"〈同感〉 2000年）
- 同い年の家庭教師（原題 "동갑내기 과외하기" 2003年）
- 彼女を信じないでください（原題 "그녀를 믿지 마세요" 2004年）
- 氷雨（原題 "빙우" 2004年）
- 霊-リョン-（原題 "령" 2004年）
- 青春漫画〜僕らの恋愛シナリオ〜（原題 "청춘만화" 2006年）
- 6年目も恋愛中（2008年）
- 7級公務員（2009年）
- 楽園（2009年）
- きみはペット（2011年）
- ブラインド（2011年）
- Married Women（2015年）
- 私を忘れないで（2016年）
- メイキング・ファミリー（2016年）
- 女教師 〜シークレット・レッスン〜（2017年）
- 神と共に 第一章:罪と罰（2017年）
- スウィンダラーズ（2017年）

### ミュージックビデオ
- チョ・ソンモ（To Heaven 1998年）イ・ビョンホンと共演

### CM・広告
- stom（1998年）
- ジュリア化粧品（1999年〜2000年）
- ボルネオ家具（2000年）
- レスビ缶コーヒー（2001年）
- clride（2001年）
- NOTON（2001年）
- ハンブル化粧品（2001年）
- ハヌルヨンチャ（2002年）
- Juliet（2002年）
- LG電子（2003年）
- 国際電話 002 （2004年）
- 東亜製薬「カグリーン」（2004年）
- アリタウム化粧品（2005年）
- 農心（2006年）
- グッドダウンローダー（2009年）
- CLIO化粧品（2008年）
- ロッテ（2010年〜2015年）
- DITTO新韓カード（2010年）
- MAXビール（2010年〜2011年）
- コリアナ化粧品（2012年）
- イッツスキン化粧品（2015年）
- 韓国銀行（2016年）

## 受賞歴
- 2003年 第39回百想芸術大賞 映画部門人気賞
- 2004年 第40回百想芸術大賞 映画部門最優秀主演女優演技賞
- 2008年 第29回青龍映画賞 人気スター賞
- 2008年 2008コリアファッション&デザインアワード ベストドレッサー賞
- 2011年 第32回青龍映画賞 主演女優賞『ブラインド』
- 2011年 第48回大鐘賞 主演女優賞『ブラインド』
- 2016年 2016KBS演技大賞　最優秀女優賞『空港へ行く道』、ベストカップル賞（イ・サンユンと共に）
- 2017年 第53回百想芸術大賞 インスタイル・ファッショニスタ賞